# HD 69611
HD 69611 (HIP 40613) es una estrella en la constelación de Hidra.
Se localiza 2º al oeste de c Hydrae pero, con magnitud aparente +7,74, no es visible a simple vista.
Está a 159 años luz de distancia del sistema solar.
HD 69611 es una estrella blanco-amarilla de tipo espectral F8.
Tiene una temperatura efectiva de 5831 K y su radio es un 45% más grande que el radio solar.
Gira sobre sí misma con una velocidad de rotación proyectada de 11 km/s —límite inferior de la misma—, por lo que rota al menos 5 veces más deprisa que el Sol.
La masa de HD 69611 es un 16% inferior a la masa del Sol.
Presenta un contenido metálico notablemente bajo, siendo su índice de metalicidad [Fe/H] = -0,58 (una cuarta parte del que tiene el Sol).
En lo referente a su abundancia elemental, es considerada una estrella del disco grueso pero su cinemática —la excentricidad de su órbita alrededor del centro de la galaxia es de 0,63— sugiere que puede ser una estrella del halo.
Muy antigua, tiene una edad aproximada de 11.600 millones de años.